# Калверт, Чарльз, 5-й барон Балтимор
Чарльз Калверт, 5-й барон Балтимор (англ. Charles Calvert, 5th Baron Baltimore; 29 сентября 1699 — 24 апреля 1751) — британский аристократ и государственный деятель, барон Балтимор (1715—1751), колониальный губернатор Мэриленда (1732—1733).

## Биография
Чарльз Калверт был старшим из детей в семье Бенедикта Калверта, 4-й барона Балтимор и его супруги Шарлотты Ли, старшей дочери Эдварда Ли, 1-й графа Личфилд и Шарлотты Фицрой. По линии матери он был правнуком короля Карла II.
В 1713 году по примеру отца перешёл в англиканство, что вызвало возмущение его деда, который был католиком. После смерти отца в апреле 1715 года унаследовал его титул, став бароном Балтимор. В том же году король Георг I восстановил право собственности его семьи на Мэриленд, которые было потеряно после «Славной революции».
В 1727 году Чарльз назначил губернатором в Мэриленд своего младшего брата Бенедикта Леонарда, заменив в этой должности назначенного ранее своего кузена Чарльза Клаверта. После смерти брата в 1732 году покинул Англию и уехал в Мэриленд, где стал губернатором колонии, которым был в течение года.
После возвращения на родину, Чарльз стал одним из близких друзей Фредерика Уэльского, наследника британского престола.
С 1734 по 1751 годы Чарльз был членом парламента, где вступил в оппозицию правительству по военно-морским вопросам. В марте 1742 года он получил звание лорд-адмирал, в качестве которого был до апреля 1745 года. В последующие годы он стал казначеем двора принца Уэльского, поддерживая его в оппозиции.
Скончался 24 апреля 1751 года в возрасте 51 года.

## Семья
Был женат на Мэри Янссен (ум. 1770), дочери баронета Теодора Янссена, у супругов было трое детей:
- Фредерик Калверт (6 февраля 1731 – 4 сентября 1771) — 6-й барон Балтимор (1751—1771);
- Кэролайн Калверт[англ.] (1737—?), вышла замуж за Роберта Идена, последнего колониального губернатора Мэриленда (1769—1776);
- Луиза Калверт (?) — вышла замуж за Джона Браунинга.

Также у Чарльза были внебрачные дети от любовниц, среди которых наиболее известен Бенедикт Суингейт Калверт (27 января 1722 — 9 января 1788), богатый плантатор в Мэриленде.